# Miss Dulcie from Dixie
Miss Dulcie from Dixie è un film muto del 1919 diretto da Joseph Gleason che aveva come interpreti Gladys Leslie, Charles Kent, Arthur Donaldson, Julia Swayne Gordon, James Morrison. 
La sceneggiatura di G. Marion Burton si basa sull'omonimo romanzo di Lulah Ragsdale, pubblicato a New York nel 1917.

## Trama
Per poter entrare in possesso dei cinquemila dollari dell'eredità di zio Stephen, Dulcie Culpepper deve stare per almeno sei mesi a New York, a casa di zio John. Potrà, in questo modo, contribuire alla riconciliazione tra suo padre e lo zio che, benché sia un uomo del Sud, ha "tradito" i suoi sposandosi con una yankee. A New York, lo zio la accoglie con calore mentre la seconda moglie di John e suo figlio Orrin la trattano con freddezza. La ragazza, che si sente attratta da Orrin, finge di storcersi una caviglia, attirando l'attenzione del giovane con il quale inizia una timida relazione. La zia, che vorrebbe per il figlio una moglie ricca, cerca di combinare un matrimonio tra Dulcie e un uomo di mezza età. Ma, quando scopre nel testamento un codicillo che dice che la ragazza erediterà un patrimonio di mezzo milione, la zia è pronta a gettare nelle braccia di Dulcie il suo Orrin. La ragazza, però, venuta a sapere anche lei del codicillo, sospetta che Orrin ora le faccia la corte solo per interesse e, delusa, parte da New York per tornare a casa, nel Sud. Sarà solo dopo l'arrivo di zio John e di Orrin, che Dulcie accetterà come sincero il sentimento del giovane. I due fratelli, intanto, che si rivedono per la prima volta dopo una lunga separazione, mettono da parte l'ascia di guerra e ritrovano l'armonia di una famiglia unita.

## Produzione
Il film fu prodotto dalla Vitagraph Company of America.

## Distribuzione
Il copyright del film, richiesto dalla Vitagraph Co. of America, fu registrato il 6 marzo 1919 con il numero LP13475. Distribuito dalla Vitagraph Company of America, il film uscì nelle sale cinematografiche statunitensi il 24 marzo 1919.
Non si conoscono copie ancora esistenti della pellicola che viene considerata presumibilmente perduta.